# Treehouse of Horror XI
Treehouse of Horror XI, titulado La casa-árbol del terror XI en España y La casita del horror XI en Hispanoamérica, es el primer episodio de la duodécima temporada de la serie de dibujos animados Los Simpson, emitido por primera vez en Estados Unidos el miércoles 1 de noviembre de 2000 (3 días después de Halloween) y en Hispanoamérica su estreno fue el 8 de julio de 2001. Es un especial de Halloween compuesto por tres segmentos: G-G-Ghost D-D-Dad, escrito por Rob LaZebnik, Scary Tales Can Come True, escrito por John Frink y Don Payne, y The Night of the Dolphin, cuya guionista fue Carolyn Omine. El episodio fue dirigido por Matthew Nastuk. En las 3 historias de noche de brujas, Homer muere y debe realizar una buena obra para ir al cielo, Los Simpson parodian los cuentos de hadas de los hermanos Grimm y finalmente los delfines se rebelan y tratan de conquistar Springfield.

## Sinopsis

### Secuencia de apertura
El episodio comienza con una parodia de The Munsters, con Homer como Herman Munster, Marge como Lily Munster, Lisa como Marilyn Munster con un libro sobre la ley de derechos de autor, Bart como Eddie Munster, y Abe como Abuelo Munster. Frente de su mansión, aparece una furiosa turba de vecinos que asesinan a la familia, con excepción de Lisa, quien se aleja silbando disimuladamente. Esta secuencia es en blanco y negro y la canción de los Simpson es similar al tema de The Munsters.

### G-G-Ghost D-D-Dad ("El fantasma de papá" en Latinoamérica / "Papá fantasma" en España)
Mientras desayuna, Homer lee su horóscopo, en el que se dice que va a morir ese día y que alguien va a felicitarlo en su trabajo. El horóscopo de Marge dice que su marido morirá. Homer no hace caso de las predicciones y se marcha al trabajo. 
En su camino al trabajo, escapa por poco de la muerte varias veces. Al llegar a la central nuclear, Lenny le hace un cumplido... acerca de la serpiente de cascabel que lleva colgada del brazo. Como todavía está vivo al final del día (a pesar de las múltiples lesiones) se mofa del horóscopo, pero finalmente muere atragantado después de comer un trozo de brócoli, que según informa el doctor Hibbert a Marge es "el vegetal más mortífero de la Tierra. ¿Por qué? Trata de advertirnos con su horrible sabor".
Cuando Homer llega al Cielo, San Pedro le informa de que no ha hecho ninguna buena obra en su vida y le dice que para entrar en el Cielo debe regresar a la Tierra en forma de fantasma y hacer una buena obra en menos de 24 horas. Durante las 24 horas siguientes, Homer intenta hacer buenas obras pero sin demasiado éxito: sólo recibe un coscorrón de Nelson Muntz y deja caer accidentalmente a Agnes Skinner y ella muere (la excusa de Homer de que ella iba a ser el próximo Hitler no es suficiente para entrar en el Cielo). Pero cuando sólo quedaba un minuto para cumplir el plazo, Homer salva a un bebé que iba dentro de un carrito que rodaba por unas escaleras y que después explota en la calzada. Seguro de que esa obra será suficiente para entrar en el Cielo se dirige hacia allí, donde San Pedro se disculpa por estar distraído leyendo un periódico mientras Homer hizo su buena obra. Por tanto, Homer es enviado al Infierno donde Satanás le da coscorrones y le pide que deje de gritar porque despertará a John Wayne, que ya se ha levantado para su Día en el Infierno.

### Scary Tales Can Come True ("Los cuentos de brujas se hacen realidad" en Latinoamérica / "Los cuentos de brujas pueden hacerse realidad" en España)
La familia Simpson son una familia de campesinos que viven en una cabaña de calabaza, con Homer como patán del pueblo. Cuando Homer se prende fuego y no pueden permitirse obtener comida, Homer afirma que ningún niño pasará hambre en su hogar. Entonces abandona a Lisa y a Bart en un bosque cercano, donde ellos encuentran a otros hermanos suyos abandonados anteriormente por Homer y convertidos en esqueletos.
Lisa, usando su libro de Cuentos de hadas de los hermanos Grimm, les guía a través de los numerosos peligros del bosque, incluido un trol debajo de un puente (encarnado por Moe Szyslak) o los tres ositos del cuento Ricitos de oro y los tres osos, mucho más agresivos que en la historia original. 
Mientras tanto, Marge reprende a Homer por abandonar a sus hijos y le ordena que los traiga de vuelta. Mientras Homer está buscando a sus hijos se encuentra con la torre de Rapunzel. Rapunzel invita a Homer a salvarla y le arroja su melena para que suba por ella hasta la ventana pero como Homer pesa tanto que sólo puede recorrer un pequeño camino, se escucha un grito de dolor y la melena de Rapunzel cae al suelo, provocando la caída de Homer. Homer esconde la cabellera debajo de un arbusto y huye.
Los chicos llegan a la casita de pan de jengibre donde una bruja les invita a entrar. Pronto Lisa es encadenada y Bart comienza a engordar para ser comido, representando a Hansel y Gretel. Antes de que la bruja intente cocinarlos ellos la distraen diciéndole que no tiene buena apariencia y ella se excusa diciendo que tiene una cita con su novio, George Caldero. En ese momento aparece Homer comiéndose parte de la casita de jengibre. La bruja golpea y hechiza repetidamente a Homer, convirtiéndole en una criatura mitad pez mitad gallina, entre otras cosas. Ella intenta cocinarlo en el horno pero Homer la domina y la mete dentro del horno y cierra la puerta. Cuando ella muere, Homer vuelve a ser normal y la familia se sorprende al ver aparecer a un chico guapo cuyo nombre es George Caldero y afirma tener una cita con Suzanne (que es el nombre de la bruja); Homer sube la temperatura del horno y le pide que espere unos 10 minutos y estará lista.
Más tarde, la familia está cenando y Marge dice que aunque ellos siguen siendo pobres no volverán a pasar hambre gracias a Homer, que puede poner huevos dado que la parte inferior de su cuerpo es de gallina.

### The Night of the Dolphin (La noche del delfín)
Lisa va a un parque acuático donde se apiada de un delfín llamado Snorky. Lisa libera a Snorky pero lo que ella no sabe es que él es el rey de los delfines y está muy resentido con los humanos por obligarlo a hacer trucos y forja un plan para conquistar el mundo.
Los delfines comienzan su ofensiva atacando Springfield. Asesinan a Lenny en el mar (el Jefe Wiggum ve las heridas obviamente causadas por los delfines y se las atribuye a adolescentes alborotados) y marchan hacia la ciudad sobre sus colas. Snorky irrumpe en un pleno del Ayuntamiento, sube al estrado y les dice a los habitantes de Springfield que los delfines vivían en la tierra pero los humanos les desterraron al océano. Como rey de los delfines, él destierra a todos los humanos al océano.
Después de un discurso de Homer sobre los muchos logros de la humanidad, los humanos deciden no someterse a los delfines sin luchar. Cuando los humanos van caminando fuera de la sala, se encuentran con una multitud de delfines esperando para forzarlos a ir al mar; entre ellos, Lisa ve a un pequeño delfín enredado con una red de anillas de botellas de refresco alrededor de la cabeza, ella trata de quitársela pero una vez que lo hace el delfín la muerde y ella se da cuenta de que era sólo una trampa para poder lastimarla, haciendo que ella diga "Hijo de..." pero es cortada por Homer y se produce una batalla entre los delfines y los humanos. 
Al final, los delfines ganan la batalla y se ve a los Simpson y otros habitantes de Springfield flotando en el océano. Lisa se arrepiente de que sus acciones hayan "condenado a la humanidad", mientras Marge le dice a ella que está exagerando y que se adaptarán a la vida en el océano. Entonces, el cadáver de Krusty flota hacia ella asqueándola y haciendo que le dé una patada para alejarlo. El cadáver de Krusty flota hasta unirse a otros cadáveres y al elevarse la imagen puede verse que los cadáveres forman la frase "THE END?" (¿FIN?).

### Epílogo -Kang y Kodos
Después de la última historia, los dos alienígenas, Kang y Kodos, se quejan porque ellos no han aparecido en el Especial de Halloween. De repente, reciben una llamada telefónica de Old Navy, una marca de ropa, preguntando si los rigelianos pueden hacer un anuncio comercial y ellos aceptan.

## Doblaje
En la versión española de la serie, este es el primer episodio en el que Homer está doblado por Carlos Ysbert en sustitución de Carlos Revilla, fallecido de un ataque al corazón ese mismo año. Otros personajes cambiaron su voz para siempre en esta temporada (El señor Burns, El abuelo...) por diversas razones, pero el cambio de estas voces no fue tan significativo como el cambio de la del protagonista.